# جوزف رایت (ورزشکار)
جوزف رایت (انگلیسی: Joseph Wright؛ ۱۴ ژانویه ۱۸۶۴ – ۱۸ اکتبر ۱۹۵۰) قایقران روئینگ اهل کانادا بود. وی همچنین در ورزش‌هایی همچون بوکس، پرتاب چکش و دیسک، فوتبال آمریکایی و کشتی فعالیت داشته است.
وی در مسابقات کشوری و بین‌المللی در مجموع برندهٔ ۱ مدال نقره، ۱ مدال برنز شده‌است.